# Primo Victoria
Primo Victoria är det första albumet från det svenska heavy metal-bandet Sabaton som släpptes 2005. Namnet är menat att betyda "Första segern" men är grammatiskt inkorrekt. Korrekt latin vore Prima Victoria.
Skivans tema är till största delen krig, exempelvis Dagen D under andra världskriget och sexdagarskriget. Den enda låt vars tema inte är krig är "Metal Machine", vars text istället till största delen består av titlar på kända hårdrockslåtar. 

## Låtlista
| Nr | Titel            | Tema                                         | Längd |  |
| -- | ---------------- | -------------------------------------------- | ----- |  |
| 1. | Primo Victoria   | Landstigningen i Normandie (Dagen-D)         |       |  |
| 2. | Reign of Terror  | Om Gulfkriget                                |       |  |
| 3. | Panzer Battalion | Om Irakkriget                                |       |  |
| 4. | Wolfpack         | Slaget om Atlanten (Se ONS-92)               |       |  |
| 5. | Counterstrike    | Om Sexdagarskriget                           |       |  |
| 6. | Stalingrad       | Om Slaget om Stalingrad                      |       |  |
| 7. | Into the Fire    | Om Vietnamkriget                             |       |  |
| 8. | Purple Heart     | Om Vietnamkriget (och Purple Heart-medaljen) |       |  |
| 9. | Metal Machine    | Om referenser till gamla hårdrockslåtar.     |       |  |
|    |                  |                                              |       |  |